# ウカシュ・ピシュチェク
ウカシュ・ピシュチェク（ポーランド語: Łukasz Piszczek, 1985年6月3日 - ）は、ポーランド・チェホビツェ＝ジェジツェ出身のサッカー選手、サッカー指導者。元ポーランド代表。ポジションはディフェンダー、ミッドフィールダー。

## クラブ経歴

### ポーランド
ビェルスコ・ビャワ郡チェホビツェ＝ジェジツェに生まれ、ゴツァウコヴィツェ＝ズドルイで育ったピシュチェクは、7歳の頃から自身の父が指導する地元のLKSゴツァウコヴィツェ＝ズドルイでフォワードとしてキャリアを開始し、2001年に入団したグワレク・ザブジェ（en）では、2003年に国内のユース選手権で優勝を果たした。2004年にUEFA U-19欧州選手権でトルコのアリ・オズトゥルク（en）と共に得点王となると、ドイツ1部のヘルタ・ベルリンへ引きぬかれ、すぐに母国のザグウェンビェ・ルビンへ貸し出されて2004年10月16日のGKSカトヴィツェ（en）戦で初出場にして初得点を記録した。最初の3シーズンは同クラブで研鑚を積み、2006-07シーズンは、度々センターフォワードで起用されつつ左ウイングのレギュラーとして、右ウイングのヴォイチェフ・ロボジンスキ（en）、CFのミハル・ハルビンスキ（en）との3トップを中心に弱小だったルビンをリーグ制覇へと導いた。なお、このシーズンのピシュチェクは、ハルビンスキ（13得点）に次いでチーム2位の11得点を挙げている。

### ヘルタ・ベルリン

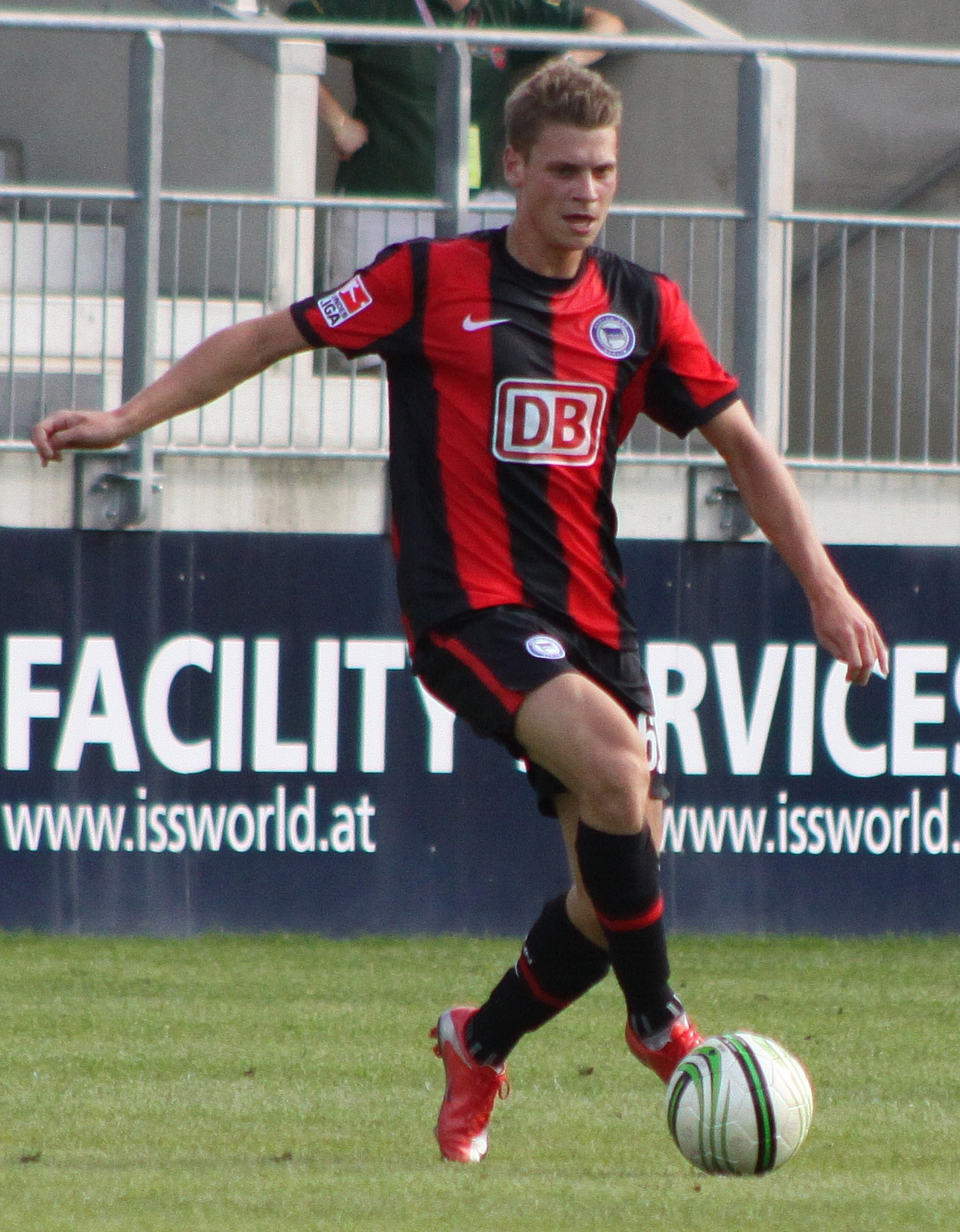
ヘルタ・ベルリンでのピシュチェク（2009年）

2007-08シーズンから保有元のヘルタへと復帰し、2008年4月26日のハノーファー96戦で初得点を記録した。復帰当初はなかなか定位置を確保できず、また、翌2008-09シーズンは、最終的に手術する股関節の問題から前半戦の殆どを逃し、2009年2月にチームの練習に復帰するも3月に膝を軽傷する苦しいシーズンが続いていた。4月にリーグ戦へ復帰を果たした当初は、守備的ミッドフィルダーあるいは左サイドハーフで起用されていたが、右サイドバックのレギュラーだったソフィアン・シャヘドの長期離脱以降、なかなか穴が埋まらず、また、当のシャヘドがその後に復帰するも調子が戻らずにいる厳しい台所事情だったために苦肉の策として急遽リュシアン・ファーヴル監督によって右サイドバックに転向されたところ、本職ではないにもかかわらず及第点以上の働きを見せ、シーズン終了まで定位置確保に成功すると、2009-10シーズンにフリートヘルム・フンケル監督就任以降も引き続き右サイドバックの中心選手として活躍した。

### ボルシア・ドルトムント
ヘルタ・ベルリンの2部降格に伴い、2010年5月19日に自由移籍でボルシア・ドルトムントと2013年6月までの3年契約を締結した。2011年7月26日に契約を2016年6月まで延長し、9月24日のアウェイでの1.FSVマインツ05戦（2-1）で試合終了間際にボレーにより決勝点及び移籍後初得点を記録した。ドルトムントでも右サイドバックとして守備に加えて攻撃力からユルゲン・クロップ監督を始めとしたクラブ首脳陣から称賛を浴び、リーグでもトップクラスのサイドバックとして活躍を見せている 中、UEFAチャンピオンズリーグ 2012-13 決勝後の2013年5月22日に慢性的な腰の手術を発表したことで最大5ヶ月の離脱が決定し、11月23日のバイエルン・ミュンヘン戦（0-3）でスヴェン・ベンダーに代わり途中出場で復帰を果たした。
2021年4月30日に2020-21シーズン終了後ドルトムントを契約満了により退団、現役を引退することを自身のSNSサイトで明らかにした。

### LSK ゴチャウコヴィツェ＝ズドルイ
ポーランド3部リーグのLSK ゴチャウコヴィツェ＝ズドルイに加入。アマチュア選手兼監督として活動している。

## 代表経歴
ポーランド代表として2007年2月3日に親善試合のエストニア戦で代表デビューを飾る。UEFA EURO 2008では、クラブで定位置を確保できていなかったこともあり、当落線上をさまよっていたが、最終的にヤクブ・ブワシュチコフスキの離脱により追加招集でメンバー入りを果たした。同大会では、初戦のドイツ戦に途中出場こそしたものの、次戦に向けた練習中に負傷したことで残り試合は欠場となっている。2011年7月29日に、2006年のKSクラコヴィア戦での汚職関与によりポーランドサッカー協会から半年の出場停止が言い渡されたが、2011年9月21日にピシュチェクの控訴により処罰は解除されることが発表された。自国とウクライナとの共同開催となったUEFA EURO 2012では、グループリーグ全3試合に出場し、初戦のギリシャ戦でクラブでの同僚ロベルト・レヴァンドフスキ、ブワシュチコフスキと共に再三に渡って相手ゴールを脅かす良いパフォーマンスを見せたが、チームは最終的にグループリーグ突破出来ずに敗退となった。2013年3月22日に2014 FIFAワールドカップ・ヨーロッパ予選のウクライナ戦で代表初得点を挙げ、4日後の同予選サンマリノ戦でも得点を挙げた。2019年11月19日にワルシャワで行われたUEFA EURO 2020予選のスロベニア戦を最後に代表を引退した。

## 私生活
元サッカー選手で指導者のKazimierzを父に持ち、長兄のMarekもサッカー選手である。次兄のAdamもサッカー選手だったが怪我により引退している。
2009年6月に結婚し、2011年3月3日には子供が誕生した。

## 代表歴

### 出場大会
- ポーランド代表
  - 2008年 - UEFA EURO 2008 (グループリーグ敗退)
  - 2012年 - UEFA EURO 2012 (グループリーグ敗退)
  - 2016年 - UEFA EURO 2016 (ベスト8)
  - 2018年 - 2018 FIFAワールドカップ (グループリーグ敗退)

### 試合数
- 国際Aマッチ 66試合 3得点（2007年-2019年）[23]

| ポーランド代表 | 国際Aマッチ | 国際Aマッチ |
| 年             | 出場        | 得点        |
| -------------- | ----------- | ----------- |
| 2007           | 2           | 0           |
| 2008           | 4           | 0           |
| 2010           | 7           | 0           |
| 2011           | 8           | 0           |
| 2012           | 11          | 0           |
| 2013           | 2           | 2           |
| 2014           | 5           | 0           |
| 2015           | 5           | 0           |
| 2016           | 9           | 0           |
| 2017           | 6           | 1           |
| 2018           | 6           | 0           |
| 2019           | 1           | 0           |
| 通算           | 66          | 3           |

### 得点
| #  | 開催年月日    | 開催地       | 対戦国       | スコア | 結果 | 試合概要                                |
| -- | ------------- | ------------ | ------------ | ------ | ---- | --------------------------------------- |
| 1. | 2013年3月22日 | ワルシャワ   | ウクライナ   | 1-2    | 1-3  | 2014 FIFAワールドカップ・ヨーロッパ予選 |
| 2. | 2013年3月26日 | ワルシャワ   | サンマリノ   | 2-0    | 5-0  | 2014 FIFAワールドカップ・ヨーロッパ予選 |
| 3. | 2017年3月26日 | ポドゴリツァ | モンテネグロ | 1-2    | 1-2  | 2018 FIFAワールドカップ・ヨーロッパ予選 |

## タイトル

### クラブ
ザグウェンビェ・ルビン
- エクストラクラサ：1回 (2006-07)

ボルシア・ドルトムント
- ブンデスリーガ：2回 (2010-11, 2011-12)
- DFBポカール：3回 (2011-12, 2016-17,2020-21)
- DFLスーパーカップ：2回 (2013, 2014)

### 個人
- UEFA U-19欧州選手権得点王：1回 (2004)